# قوچان
قوچان شهری با نام باستانی آساک یا خبوشان مرکز شهرستان قوچان در استان خراسان رضوی است.این شهر در ۱۲۰ کیلومتری مشهد قرار دارد و شهرداری قوچان در سال ۱۳۰۴ بنا شده است. قوچان یکی از کهن‌ترین شهرهای ایران است و به گفته مردمان آنجا قوچان یکی از پایتخت های اشکانیان است. 
قوچان از گمرک باجگیران به ترکمنستان می‌پیوندد و با عشق آباد، ۱۲۰ کیلومتر فاصله دارد و همچنین دارای ۲۸ کیلومتر مرز بین‌المللی با کشور ترکمنستان است و ارتفاع آن از سطح دریا ۱۳۵۰ متر و با قرار گرفتن در میان رشته‌کوه هزارمسجد و آلاداغ دارای آب و هوای معتدل و سرد است.
شهر قوچان در زمین‌لرزه پیاپی سال‌های ۱۳۱۱و ۱۳۱۲ ه‍.ق در هم ریخت و سیل ۱۳۵۵ ه‍.ش نیز آسیب‌هایی به این شهر وارد کرد، و خانه‌های شهر کهنه (قوچان عتیق) را به آوار تبدیل کرده و به دلیل اقلیم مناسب و خاک حاصلخیز از گذشته‌های دور تا به امروز مورد سکونت قرار گرفته است.
جمعیت این شهر در حال حاضر با روستاهای آن بیش از ۱۲۰ هزار نفر است.

## تاریخ
دائرةالمعارف مصاحب در مورد تاریخ قوچان چنین گزارش می‌دهد:
«شهر قوچان (جمعیت ۲۹٬۱۳۳، سرشماری ۱۳۴۵ش)، مرکز شهرستان قوچان، شمال استان نهم (خراسان)؛ ۱۴۸ کیلومتری شمال غرب مشهد. بنای شهر فعلی از ۱۳۱۳ق است. شهر قوچان را با شهر باستانی اشک یا ارسکه مطابق دانسته‌اند. در کتب جغرافیائی نویسندگان اسلامی نامش را خبوشان و خوجان ضبط کرده‌اند، و ناحیهٔ قوچان را استوا نامیده و سرزمین بسیار حاصلخیز آن را ستوده‌اند. در زمان یاقوت این ناحیه ۹۳ آبادی داشته و او استوا را «آفتاب‌گیر» معنی کرده است. به گفتهٔ حمدالله مستوفی، در زمان وی (قرن ۸ ق)، نام استوا اگر چه در دفاتر مالیاتی به کار می‌رفته، نزد مردم رواجی نداشته است. همو حاصلخیزی دشت اطراف قوچان را ستوده است، و گوید هولاکوخان مغول شهر را تجدید بنا کرد (قرن ۷ق)، و نوادهٔ او ارغون‌خان (سلطنتش ۶۸۳–۶۹۰ق) بر وسعت شهر افزود. غازان‌خان، از سلاطین ایلخانی ایران، در هنگام حکومت خود بر خراسان، یک معبد بودائی در قوچان ساخت. شاه عباس اول صفوی یکی از طوایف کرد را (زعفرانلو) در قوچان سکنی داد. بر تپه‌ای نزدیک قوچان، که بعدها به نادرتپه موسوم شد، نادرشاه به قتل رسید (۱۱۶۰ق). نادرشاه، پس از جنگ بخارا، چند ورق از قرآنی را که به خط غیاث‌الدین بایسنقر و در سمرقند (یا در شهر سبز، یعنی کش) مخزون بود به قوچان آورد، و بعدها ناصرالدین شاه قاجار دو ورق از آن را به موزهٔ تهران منتقل کرد (۱۳۰۰ یا ۱۳۰۱ق). قوچان از زلزله‌های سال‌های ۱۸۵۲، ۱۸۷۱، ۱۸۹۳، و ۱۸۹۵ میلادی (۱۳۱۲ق) سخت آسیب دید، و گفته‌اند که در زلزلهٔ سال ۱۸۹۳ از سکنهٔ شهر دوازده‌هزار تن تلف شدند، و حدود ده‌هزار تن باقی‌ماندند. شهر جدید قوچان پس از زلزلهٔ سال ۱۸۹۵میلادی در حدود ده کیلومتری شهر ویران شده بنا شد.»

### پیش از اسلام

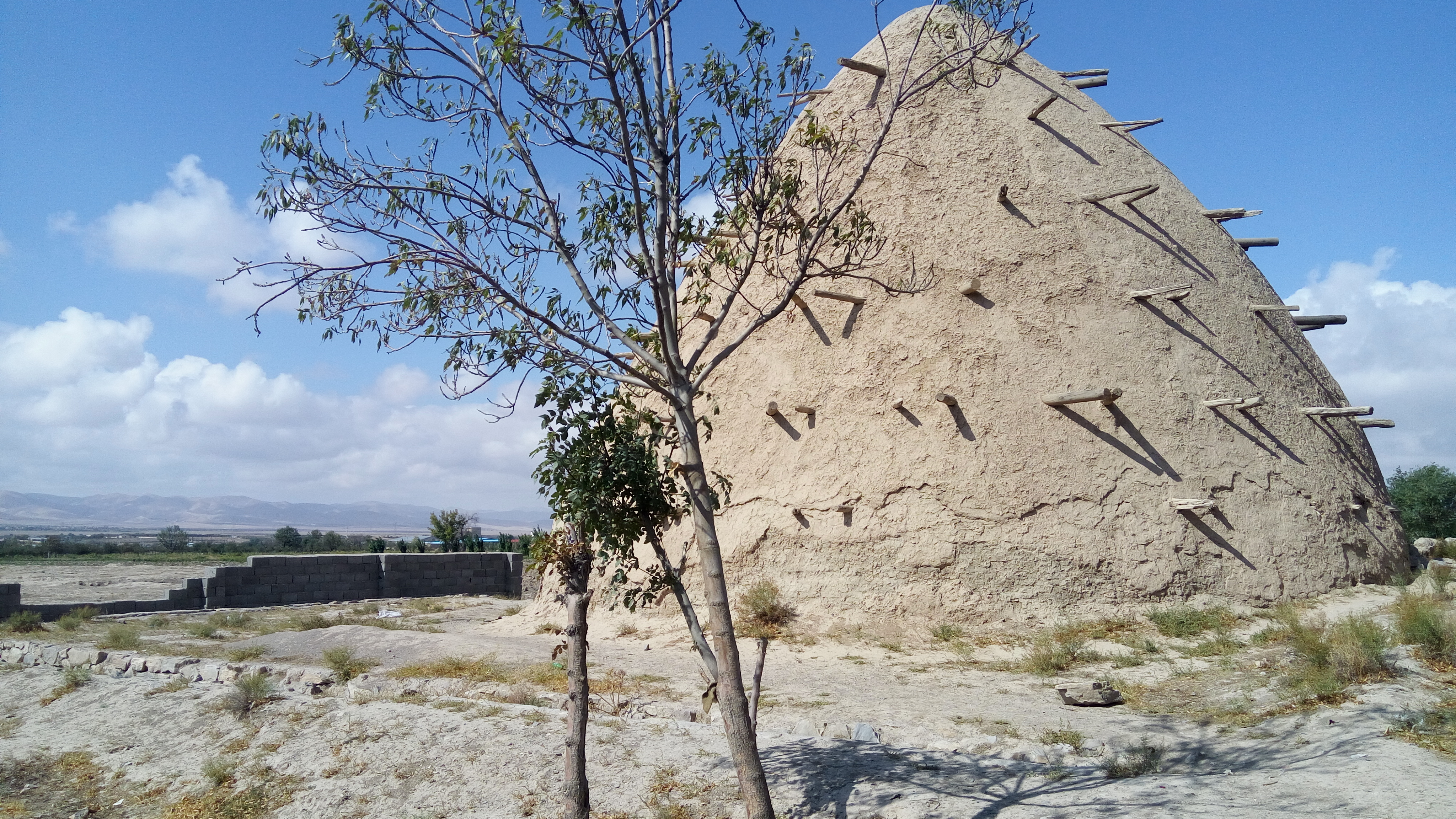
یخدان تاریخی نمد مالها

در نوشته‌های تاریخی آمده است: آساک نام شهری بود از دهستان یا کوهستان خراسان همان‌جا که پارت نامیده می‌شود و بانی آن اشک اول بوده است. که قدیمی‌ترین پایتخت پارتها در محلی به نام استاکا یا آرسکا در منطقه قوچان کنونی بوده بعد از نام آساک و آرسکا از استو و استوا نام برده شده است.
محل اقامت خانواده اشکانی در آساک بود و این اسم از آنجا آمده و به اشاک و ارشک و اشک و اشکانیان تبدیل شده است.
داریوش بزرگ در کتیبه خود پارت رزا با زرنکا و هرات و سارگارتی که در کویر لوت واقع بود با گرگان ارتباط می‌دهد طول این ولایت از مغرب به مشرق ۴۸۰ کیلومتر و عرض آن ۲۰۰ کیلومتر و سطح پارت اصلی ۹۶۰۰۰ کیلومتر مربع وسعت داشته است.
سه رشته کوه این ناحیه را در میان گرفته است. دامان کوه یا کوه‌های اکراد که دامنه اش به سمت کویر خوارزم کشیده می‌شود «در حقیقت سلسله جبال شمالی» دیگری آلاداغ و میرآبی در وسط به اسم کوه‌های جغتای یا کوه‌های جوین در جنوب ادامه دارد.
اشک نخستین بار در شهر آساک و حدود قوچان فعلی، پادشاهی خود را اعلام کرد. نیلسون دوبوار می‌نویسد اندراگوراس که از قبل انطیوکوس دوم بر پارتیا حکومت می‌کرد در این کشمش مقتول و ظاهراً ارساسیس در شهری به نام آساک که در نزدیکی قوچان در وادی اترک واقع بود تاج شاهی بر سر نهاد.
هو فمان حدس زده است که آتش جاودانی شهر آساک در ایالت آستائوین که ارشک مؤسس سلسله اشکانی در حضور آن به تخت شاهی نشست با آتش آذربرزین مهر مطابقت دارد زیرا مکان این آتش در عهد ساسانیان نزدیک شهر آساک بوده است.
در استاد (یکی از توابع قوچان) کنونی که بنا به روایت مردم محل به واسطه داشتن کارهای دستی و هنر به وسیله خسرو پرویز نام استاد بر آن‌ها نهاده شده است و مقدسی در حسن التقاسیم به ذکر هنر دستی آنان نیز اشارت کرده محلی به نام آتشگاه وجود دارد که وجود خاکسترهای زیاد این موضوع را تأیید می‌کند و باید تحقیق اساسی و همه‌جانبه به عمل آید زیرا امکان دارد همان محل آتشکده معروف باشد که قدمت زمان، آثار آن را از بین برده است. الفروفن گوتشمید، آستاونه که شهر قوچان را نیز شامل است یکی از ساتراپهای هیجده گانه دوره اشکانی می‌داند و خبوشان فعلی را یکی از شهرهای آن به‌شمار می‌آورد. در همین شهر بود که قبیله پرتی ارشاک را در سال ۲۴۹ ق. م به شاهی برگزیدند.

### پس از اسلام
خبوشان شهر کوچکی از ناحیه نیشابور و آن قصبه که ده استو می‌باشد. (دائرةالمعارف اسلامیه)
در احسن التقاسیم فی معرفه الاقالیم مقدسی جغرافی‌دان مراکشی نیز استو و خبوشان آمده است که خبوشان را کوچکتر از استو ذکر می‌کند و سپس نام قوچان می‌آید که بعد از آن‌ها سومین مرکز حکومت را تشکیل می‌دهد.
در دائرةالمعارف اسلامیه که توحدی نیز به آن استناد کرده است گفته شد که شهر قوچان در زمان امیر تیمور و ایلها و کوچها به وجود آمد و با درست کردن شهر، کردها را در آنجا اسکان دادند و شهر کهنه درست شد. رشید الدین تلفظ این شهر را به مغولها نسبت می‌دهد و می‌گوید لغت قوچان مغولی است.
بار تولد مستشرق روسی می‌نویسد: قوچان در قرون وسطی به اسم خبوشان نامیده می‌شد؛ و در قرن دهم میلادی شهر قوچان مهم‌ترین ناحیه بلاد استوا بود و استوا مطابق با استاسنه یا آستاسنه است. توحدی معتقد است کلمه قوچان را اولین بار قائم مقام در گزارش‌های خود به فتحعلی‌شاه آورده است.
در این جابجایی‌ها انتقال میراث فرهنگی به خصوص تغییر زبان در لغات نیز مشاهده می‌شود. استوئن میراث دار زبان پارسی است و بر این میراث داری نیز پای فشرده است و زبان خود را محفوظ داشته. یکی از این تهاجمات بی‌امان مورخ یا مسافری که در زمان کوچها به قوچان مراجعه کرده است می‌نویسد: مردم قوچان کرد و ترک وعده کمی فارسی‌زبان و به دل نزدیکند. البته پس از گذشت زمان فرهنگ شهری در میزبانان اثر می‌کند و موقعیتهایی پیش می‌آید که حتی زبان مادری را نیز از دست می‌دهند و کوچهای پس از سال ۱۳۵۷ نشان دهنده این واقعیت تاریخی است که نسل سوم زبان مادری خود را از دست داده‌اند.
شاه عباس بزرگ صفوی (۹۹۶–۱۰۳۸ هـ. ق) برای جلوگیری از تاخت و تاز ازبکان به خاور ایران، گروه‌هایی از ایلات کرد باختر ایران از جمله ایل زعفرانلو را به قوچان کوچ داد. در سفری که نادر شاه افشار به سمرقند و بخارا کرد، چندین صفحه قرآنی را که به خط غیاث الدین بایسنقر نگاشته شده است و در آرامگاه تیمورلنگ جای داشت، به قوچان آورد. بعدها به دستور ناصرالدین شاه قاجار، دو برگ از آن، به موزه تهران منتقل شد.

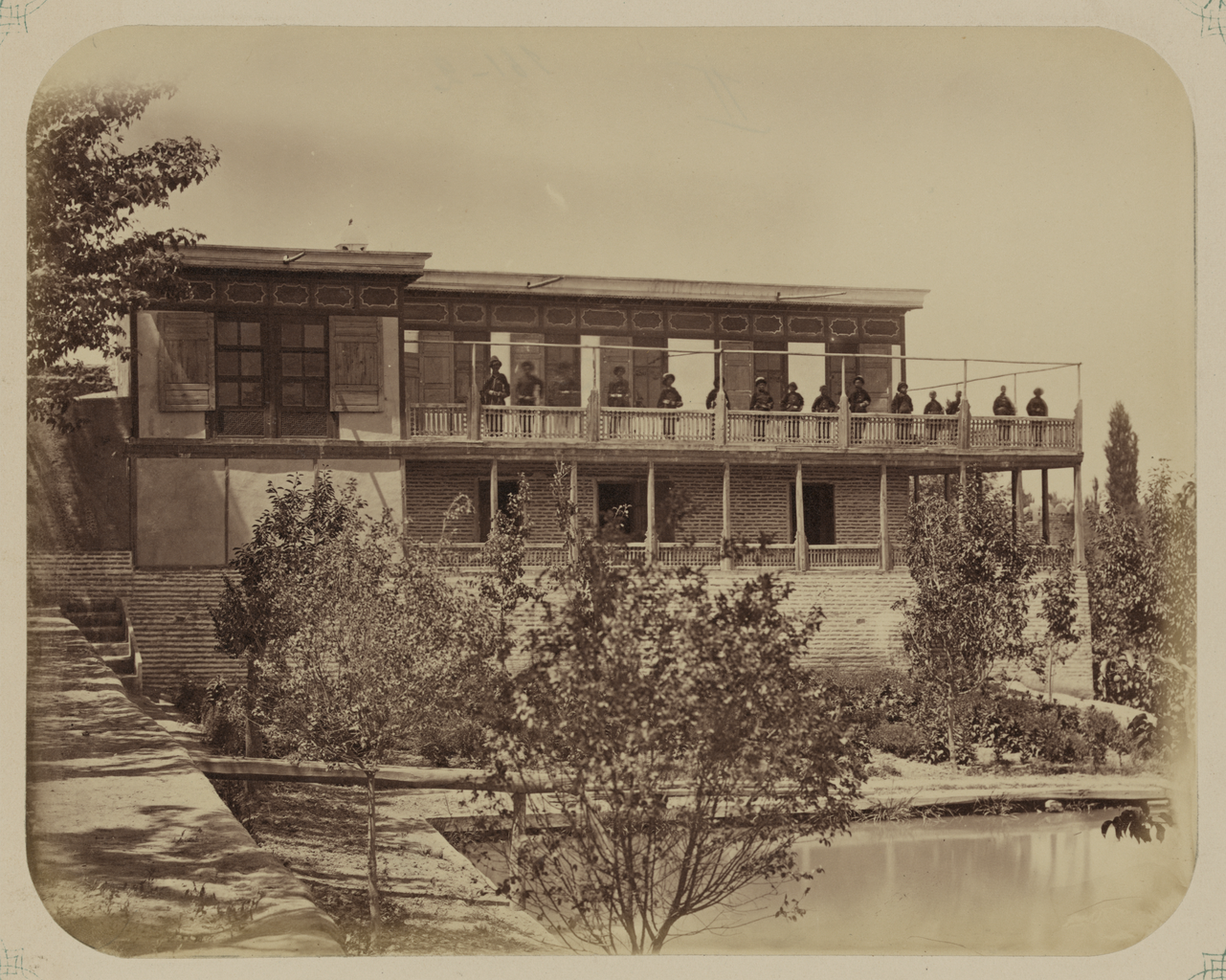
عکس بنای شهرداری ۱۳۰۶

### معاصر
شهر قوچان در زلزله پیاپی سال‌های ۱۳۱۱و ۱۳۱۲ ه‍.ق) درهم ریخت و سیل ۱۳۵۵ ه‍.ش) نیز آسیب‌هایی به این خطه وارد آورد و خانه‌های شهر قدیم (شهر کهنه قوچان) را به آوار تبدیل کرد که در همان سال‌های وقوع زلزله، شجاع الدوله محمد ناصر خان پس از تهیه زمین در حدود ۱۲ کیلومتری شهر مخروبه مکانی را برای ایجاد شهر جدید در نظر گرفت.
ماجرای فروش دختران قوچان به ترکمن‌ها در ۱۳۲۳ق و به نیز به اسارت رفتن زنان باشقانلو به دست آنان در همان سال یکی از نقاط عطف در تاریخ مشروطه به‌شمار می‌رود. آصف الدوله حاکم خراسان در عوض مالیات مردم- که به دلیل خشکسالی و آفت مزارع چیزی برای ارائه نداشتند- دختران مردم را گرفته و در ازای مالیات به ترکمن‌ها فروخت. روزنامه حبل المتین ماجرا را این‌گونه گزارش می‌دهد: «چند سال است در صفحات خراسان ملخ بروز کرده و هر سالی به یک طرف هجوم نموده، زراعات را ضایع و تلف می‌کنند… در سال گذشته ملخ خوارگی در قوچان و اطرافش چنان شدت یافت که علاوه بر زراعت گندم و جو، تمام برگ‌های درختان باغات و علف بیابان را نیز خورده بودند. تمام مردم در وحشت و اضطراب و گرانی گرفتار و غالباً به قدر خوراک غله نداشتند، ولی مالیات دیوان را باید بدهند، غله نداشتند، حکومت با ایالت خراسان در پنج تومان تسعیر کرده و از رعیت در بیست تومان دریافت می‌داشت. آصف الدوله و خسروخان شجاع الدوله حاکم قوچان که هیچ توجهی به وضعیت وخیم اقتصادی مردم نداشتند، رعیت را برای پرداخت مالیات تا سرحد مرگ تحت فشار و شکنجه قرار دادند و آخر الامر دختران آن‌ها را گرفتند و به ترکمانان فروختند: «حکایت قوچان را مگر نشنیده‌اید که پارسال زراعت به عمل نیامد و می‌بایست هر یک نفر مسلمان قوچان سه ری گندم (معادل دوازده من گندم به وزن تبریز) مالیات بدهد و چون نداشتند و کسی هم به داد آن‌ها نرسید، حاکم سیصد نفر دختر مسلمان را در عوض گندم مالیات گرفته هر دختری به ازای دوازده من گندم محسوب و به ترکمنان فروخت. گویند بعضی از دخترها را در حال خواب از مادرهایشان جدا می‌کردند زیرا که بیچاره‌ها راضی به تفرقه نبودند. حالا انصاف بدهید ظلم از این بیشتر می‌شود.» این ماجرا که به روزنامه‌ها و مجلس کشیده شد پس از دو سال منجر به تشکیل «کمیسیون رسیدگی به ماجرای فروش دختران قوچان و اسارت زنان باشقانلو» در وزارت عدلیه شد. در سال ۱۳۲۵ق علی‌رغم محاکمه مسببان، آصف الدوله تقریباً تبرئه و به پرداخت ۲۰۰۰ تومان محکوم شد و سردار سپهبد تنکابنی نیز برای بازپس‌گیری اسرا به منطقه اعزام شد.

## جمعیت و تقسیمات اداری کشوری
شهر قوچان در ۱۰ کیلومتری قوچان قدیم (شهر عتیق) واقع شده و فاصله آن تا مشهد حدود ۱۳۰ کیلومتر و تا باجگیران (مرز ایران و ترکمنستان) ۸۴ کیلومتر است و تا مرکز کشور ترکمنستان (عشق آباد) ۱۱۸ کیلومتر می‌باشد و دارای دو بخش مهم: بخش مرکزی و بخش باجگیران است.
بر پایه سرشماری عمومی نفوس و مسکن در سال ۱۳۹۵ جمعیت این شهر ۱۰۰٬۶۰۴ نفر (در ۳۰٬۰۹۹ خانوار) بوده است.
از سال ۱۳۱۶ که اولین قانون تقسیمات کشوری تصویب شد، قوچان به عنوان یکی از هفت ولایت خراسان بزرگ در کنار شهرهای بجنورد، بیرجند، سبزوار، گناباد، مشهد و تربت حیدریه شناخته شد وطی سال‌های بعد به ترتیب شهرستان‌های درگز، شیروان، فاروج از قوچان جدا شدند.

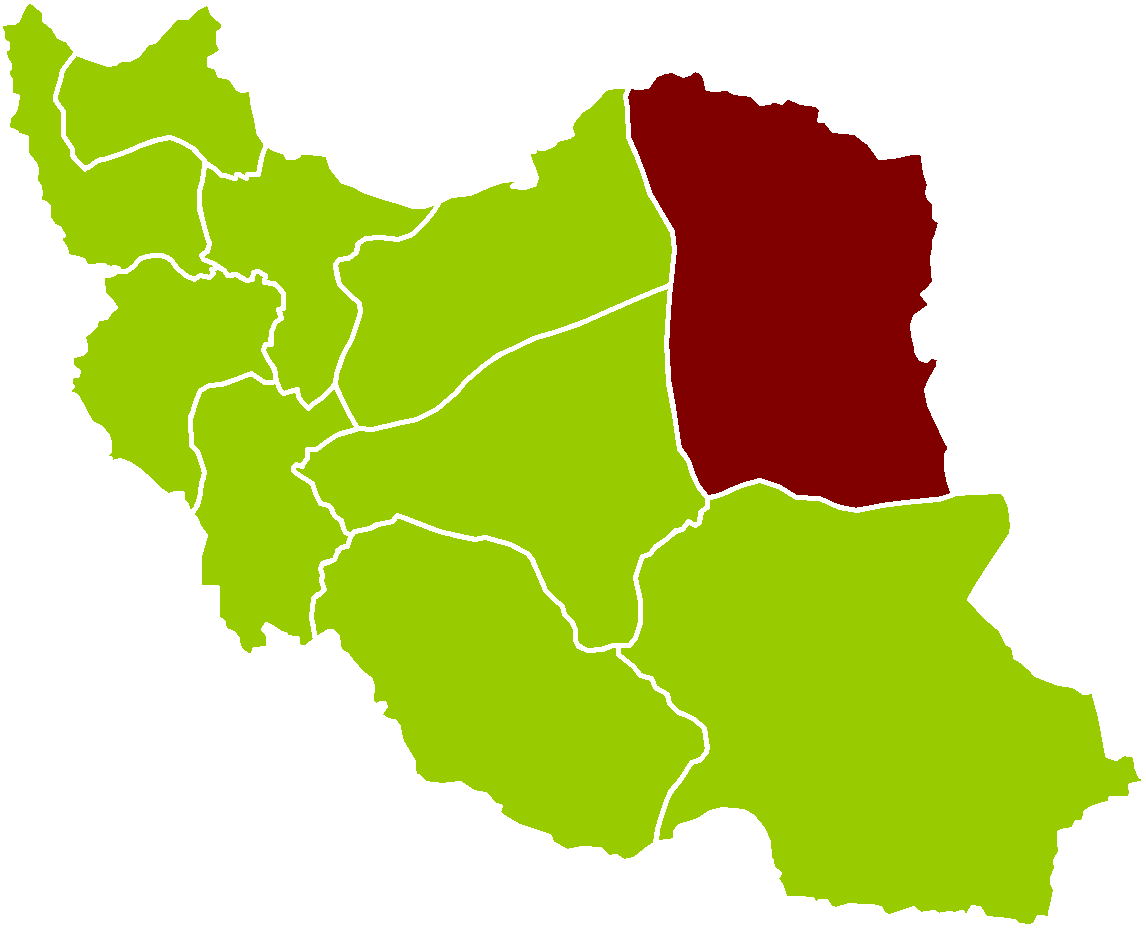
شهرستان قوچان یکی از شهرستان‌های استان نهم

### استان نهم
استان نهم یکی از ۱۰ استان کشور ایران بود که در ۱۹ دی ۱۳۱۶ خورشیدی، با اصلاح قانون تقسیمات کشوری به عنوان استان نهم تعیین گردید. این استان شامل شهرهای قوچان، سبزوار، گناباد، بجنورد، بیرجند، تربت حیدریه و مشهد (مرکز استان) می‌بود.

### گسترش شهر
در ۱۳۱۳ هـ. ق (۱۸۹۵ م) پس از زلزله سال قبل، شهر کنونی به کمک محمد ناصر خان شعاع الدوله - رئیس ایل زعفرانلو - توسط مهندسان روسی، در ۱۲ کیلومتری شهر کهنه بنا شد؛ و در دوره پهلوی اول ساختمان‌های سیلو، منبع آب و پل قوسی توسط آلمانها (پل اترک) در قوچان احداث شد.

### شهرداری
شهرداری قوچان از قدیمی‌ترین شهرداری‌های استان واقع در بازار سبزوار ضلع شمال شرق میدان ولیعصر می‌باشد. این شهرداری در سال ۱۳۰۴ تأسیس یافت. وهم اکنون دارای درجه ۸ در میان شهرداری‌های کشور می‌باشد.

## مشاهیر
فهرست مشاهیر و نام آوران شهر قوچان در بخش اهالی قوچان قابل مشاهده است.

## فرهنگ و هنر

### مردم قوچان

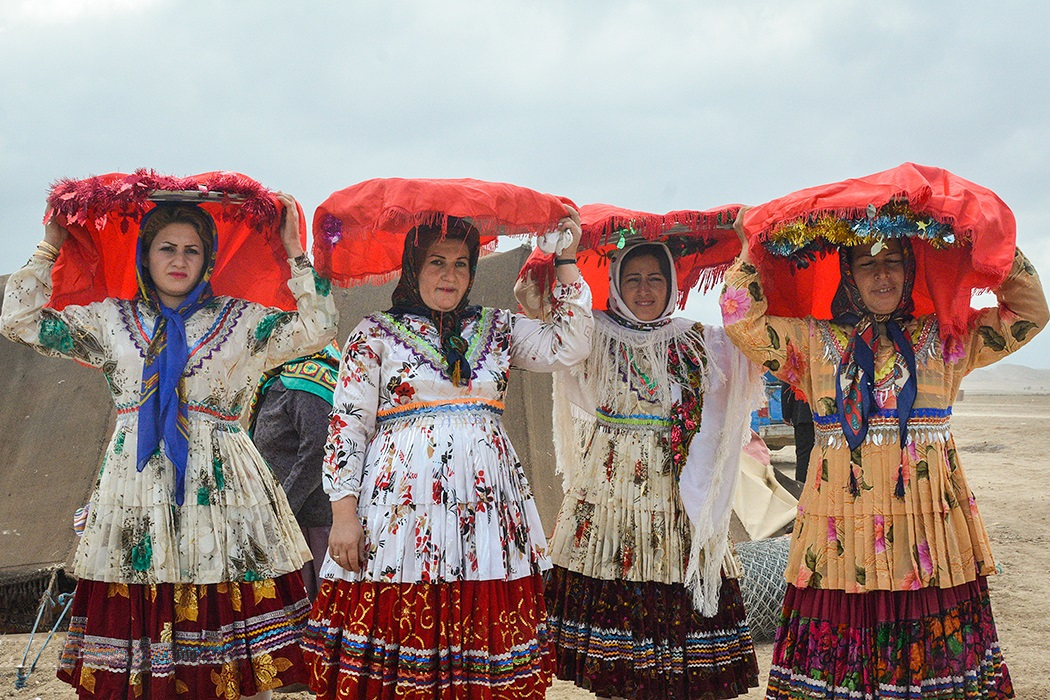
زنان کُرد کرمانج قوچان آمادهٔ شرکت در مراسم عروسی

مردم قوچان بیشتر کُرد زبانند فارس زبان و ترک‌های خراسانی نیز از جمله دیگر مردمان بومی قوچان هستند. در این شهر مردم به سه زبان کردی، فارسی و ترکی سخن می‌گویند که فارسی‌زبان مشترک اقوام مختلف در آن است. قوچان محل زندگی اقوام گوناگونی است که به رغم تفاوت‌های نژادی و فرهنگی، به واسطه رشته محکمی از عوامل پایداری چون میهن و فرهنگ مشترک با هم متحدند. گرچه آن‌ها در جمع خود به زبان و لهجه مادری سخن می‌گویند و به آداب و رسوم نیاکان خویش پایبندند؛ اما همواره از اینکه ایرانی هستند به خود می‌بالند.
از لحاظ قومیت مردم قوچان به سه دسته کردهای کرمانج، فارس و ترک‌های خراسانی تقسیم می‌شوند. به‌طور کلی بسیاری از روستاهای قوچان متعلق به قوم ترک‌های قزلباش هستند. البته در این میان بسیاری از روستاها نیز وجود دارند که مردمش از قوم تات هستند و به زبان تاتی و کردی کرمانجی تکلم می‌کنند.
تیره کرد یا کرمانج که شامل ایل‌های بزرگی چون ایل توپکانلو، زعفرانلو، قاچکانلو، ظفرانلو، بیچرانلو، قهرمانلو و… می‌شوند که زمان شاه عباس یکم از حوالی کردستان ترکیه امروزی به منظور مقابله با ازبکان به این منطقه کوچانده شده‌اند ایضاً ترک‌های ساکن در آن که از آناتولی و عده‌ای نیز از منطقه قفقاز و آذربایجان در سده‌های اخیر به آن کوچ کرده‌اند.
البته اقلیت‌هایی از ارمنی‌ها، مازنی‌ها، بلوچ‌ها، آذری‌ها و حتی مردم عرب در شهر وجود دارند.
تیره کرد یا کرمانج که شامل ایل‌های بزرگی چون ایل توپکانلو، زعفرانلو، قاچکانلو، ظفرانلو، بیچرانلو، قهرمانلو و… می‌شوند که زمان شاه عباس یکم از حوالی کردستان ترکیه امروزی به منظور مقابله با ازبکان به این منطقه کوچانده شده‌اند ایضاً ترک‌های ساکن در آن که از آناتولی و عده‌ای نیز از منطقه قفقاز و آذربایجان در سده‌های اخیر به آن کوچ کرده‌اند.
البته اقلیت‌هایی از ارمنی‌ها، مازنی‌ها، بلوچ‌ها، آذری‌ها و حتی مردم عرب در شهر وجود دارند.

### آداب و رسوم
- مراسم نوروز

طبق رسوم ایرانی یک ماه پیش از فرارسیدن نوروز مردم شهر در صدد تهیه لباس نو، لوازم پذیرائی و تزئین منزل برمیآیند. دو هفته پیش از تحویل سال «سبزنا» میندازند که همان سبزه است. این سبزه در سفره هفت‌سین قرار می‌گیرد. چهارشنبه‌سوری نیز با شادی و خوردن آجیل و ماهی‌پلو برگزار می‌شود. تحویل سال با چیدن سفره هفت‌سین همراه است. پس از تحویل سال دید و بازدیدها آغاز می‌شود.
عصر روز سیزده اهالی شهر برای سیزده‌به‌در به خارج از شهر رفته و در طبیعت به‌سر می‌برند. از مراسم این روز کشتی‌گیری است که گودهای طبیعی قوچان برگزار می‌شود.
- مراسم ازدواج

پس از در نظر گرفتن دختر مورد نظر، چند تن از بستگان پسر به خواستگاری دختر می‌روند که بدون اطلاع قبلی صورت می‌گیرد. سپس از دختر تقاضای یک لیوان آب می‌کنند که نشانه خواستگاری است. پس از توافق طرفین، شبی را تعیین و مذاکره می‌کنند و رسماً خواستگاری صورت می‌گیرد. پس از تعارفات طرفین، خانوادهٔ دختر کاغذی برمی‌دارند و صورت صداقیه را می‌نویسند و طرفین امضاء می‌کنند.
در مراسم بعدی انگشتر و یک قواره پارچه برای نامزدی به خانهٔ دختر می‌برند و عده‌ای از زنان به‌عنوان جامه‌بری به‌همراه آن‌ها می‌روند و قرار عقدبندان نیز در ضمن آن تعیین نمی‌شود.
هنگام عقد، دو کله قند جلوی عاقد گذاشته می‌شود. عاقد دو کله قند را به‌هم می‌زند و دو تکه سر قند را که می‌افتد برمی‌دارد و به مجلس عروس می‌برند. در آن مجلس دو تکه قند را روی پارچهٔ سفیدی که روی سر عروس انداخته‌اند می‌سایند تا بنا به اعتقادشان دختر سفیدبخت شود.
از همان قند سائیده شده چای شیرین تهیه می‌کنند و به عروس و داماد می‌دهند و بقیه سرقندها را به منزل داماد می‌فرستند تا مراسم «نارزدن» و شبی که عروس را به خانه داماد می‌برند نگه می‌دارند. بعد از خطبهٔ عقد، برادرخواندهٔ داماد او را به اتاق عروس می‌فرستد. داماد و عروس مقابل آینه بزرگی قرار می‌گیرند. داماد انگشتر به دست عروس می‌کند و مادر عروس یک سکه طلا به داماد می‌دهد و روی او را می‌بوسد.
بعد از مراسم، مادر عروس به‌عنوان جا خالی یک لباس برای داماد می‌فرستد. یک ماه بعد به‌عنوان «از گریز درآوردن عروس» مهمانی می‌دهند و خلعت می‌برند.
معمولاً میان عقد کردن و بردن عروس به خانه داماد فاصله می‌افتد قبل از عروسی، جهیزیه عروس با تشریفات مخصوص در چند خوانچه به خانه داماد برده می‌شود. در این شب که «باغ داماد» نام دارد، شب بیدار هستند و شادی می‌کنند و داماد را به حمام می‌برند و با صدای دهل و سرنا و رقص‌کنان او را همراهی می‌کنند.
شب عروسی، وقت خارج شدن عروس از منزل پدرش، پدر به رسم سایر کردها، یک قرص نان به کمر دختر می‌بندد تا برکت وارد خانهٔ شوهر شود و او را سفارش می‌کند. عروس طی مراسمی به خانهٔ داماد می‌رود. یکی از مراسم بردن عروس مراسم نار زدن است. عروس هنگام ورود به خانه داماد از روی مجمعه مسی عبور می‌کند و داخل حجله می‌شود. در برخی محله‌های قوچان، مراسم «داماد سلطانی» رسم است. در مناطق روستایی شهر قوچان، مراسم کشتی پهلوانان محلی در مراسم عروسی برپا می‌شود.

### نشریات
قدیمی‌ترین نشریه این شهر به نام‌های آوای قوچان و پیام قوچان می‌باشند که هر دو در حال حاضر تعطیل می‌باشند و از نشریات رسمی فعال این شهرستان می‌توان به آوای قلم، آوای نسیم، اترک قوچان و گفتمان قوچان اشاره کرد.

### موسیقی

حاج قربان سلیمانی از روستای علی‌آباد قوچان اصالتاً ترک‌زبان و از پیشکسوتان دوتار در کشور است.

آنچه قوچان را متمایز از سایر شهرهای خراسان کرده است بدون شک موسیقی محلی آن است. موسیقی با گوشت و خون مردم قوچان و شمال خراسان بزرگ آغشته شده است (موسیقی محلی شمال خراسان در فهرست آثار فرهنگی و معنوی یونسکو از طرف ایران به ثبت رسیده است). ساز محلی قوچان و به‌طور کلی شمال خراسان دوتار است. دوتار و دوتار نوازان در قوچان از احترام خاصی برخوردار هستند و در تمام مجالس مهم این منطقه دوتار نواز و خواندن بخشی، بخش مهمی از مراسم می‌باشد. بخشی‌ها را کسی می‌دانند که خداوند به او بخششی یا موهبتی عطا فرموده و او را فردی استثنایی کرده است. طبق همین نظر، بخشی باید بتواند بخواند، بنوازد، شعر بگوید، داستان بسراید و ساز خویش را نیز بسازد. به این ترتیب هر نوازنده دوتاری بخشی نیست. علاوه بر تسلط بر ساز، شخص باید از نظر دانش و شرایط درونی به مرحله‌ای برسد که عنوان بخشی را زیبنده خود کند. بخشی‌ها نوازندگان دوتار، آوازخوان و داستان سرایانی بوده‌اند که در شهرهای قوچان، فاروج، بجنورد و شیروان در شمال خراسان زندگی می‌کردند. بخشی‌ها معمولاً در عروسی‌ها و به‌طور کلی مجالس شاد می‌نواختند. در قدیم هر خان «بخشی» خاص خود را داشت. یکی از هنرهای بخشی‌ها بداهه گویی و بداهه نوازی است. آن‌ها چنان حافظه‌ای دارند که می‌توانند ساعت‌ها بنوازند و بخوانند و داستان‌های بلند حماسی، عاشقانه و عارفانه را در چند شبانه روز از بر بازگوکنند و بخوانند.
قوچان از دیرباز بخشی‌ها، خوانندگان و نوازندگان زیادی را به خود دیده است. برخی از خنیاگران این منطقه عبارتند از:

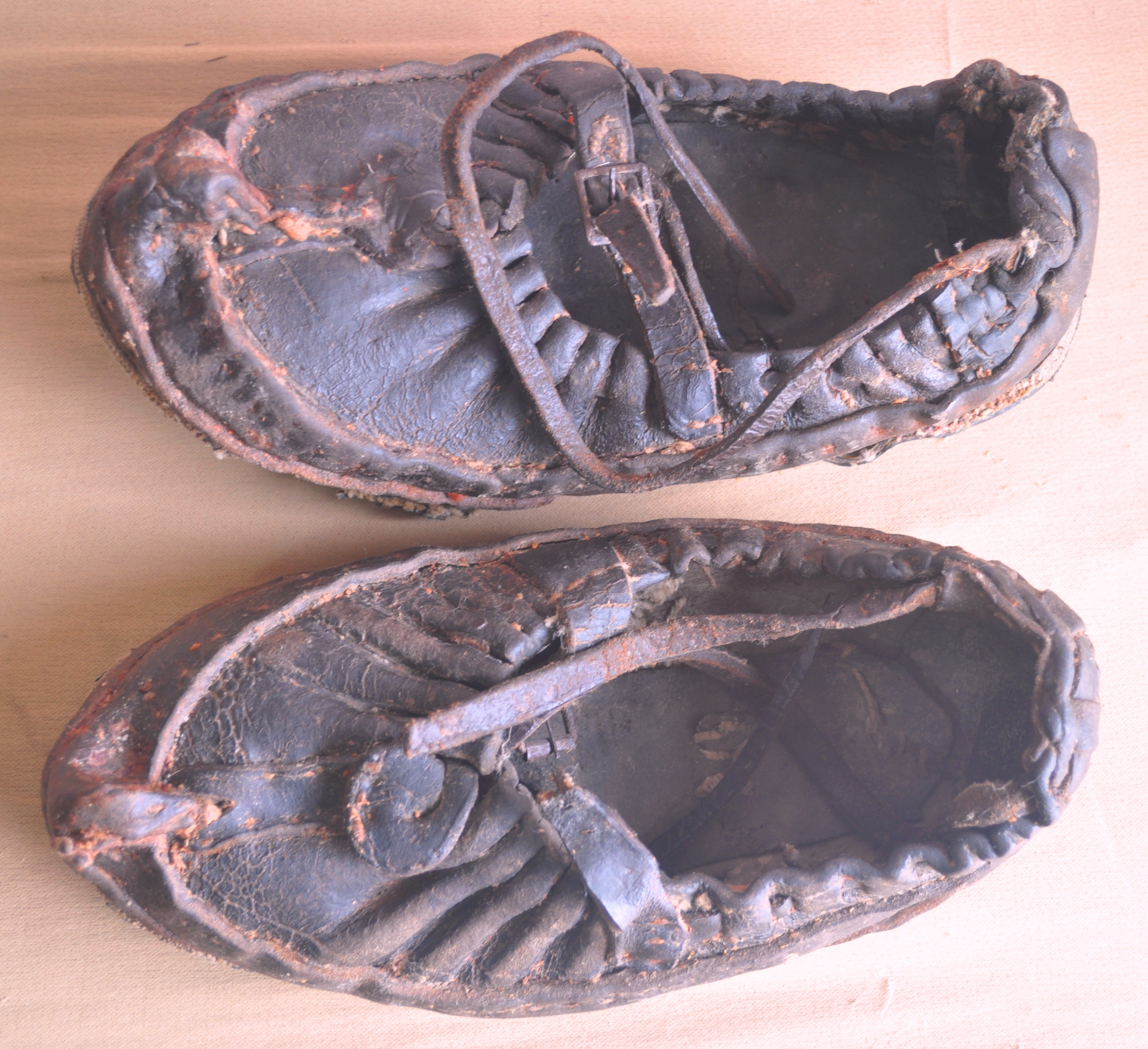
کفش چارق

- حاج حسین یگانه
- حاج قربان سلیمانی
- احمد قلی احمدی اسماعیل ستارزاده
- عباسقلی رنجبری.[۲۱]

### صنایع دستی
ازنظر صنایع دستی در شهر قوچان صنعت پوستین دوزی، نمد مالی و سفالگری رونق خاصی دارد، گلیم بافی و چاروق دوزی (نوعی کفش)، ساغری، گیوه و … هنوز معمول و متداول است.
زنان روستایی این شهر اغلب به بافتن قالی و قالیچه کردی که به اصطلاح محلی خرسک می‌گویند مشغولند. به‌طوری‌که اخیراً تولید و فروش استاندارد با کیفیت مطلوب به منظور صادرات توسط کمیته صنایع جهاد کشاورزی و همچنین توجهات ویژه کمیته امداد امام به بافندگان محروم رونق خاصی پیدا کرده و از نظر رده‌بندی در سطح استان جزو بالاترین نوع بافت و در سطح کشور نیز شاخص می‌باشد.
دیگر صنایع دستی قوچان عبارتند از: کمخت، جاجیم بافی، عرقچین دوزی، جوراب بافی، دستکش پشمی، کیسه حمام، چوخه دوزی (گونه‌ای لباس مردانه از جنس برک (پشم نرم بز و گوسفند).

### یادمانهای تاریخی و فرهنگی
با توجه به تاریخ طولانی تمدن در منطقه قوچان، این خطه از این مرز پرگهر، سینه‌ای مالامال از تاریخ و فرهنگ دارد و در هر گوشه از این منطقه اثری تاریخی خفته است که یادگار تاریخ کهن این سرزمین است. از مکانهای تاریخی قوچان می‌توان به مناطق زیر اشاره نمود:
- محوطه ارگ روستای مزرج
- شهر عتیق قوچان
- کاروانسرای سهل آباد
- تپه قلعه زاوه و کهنه قلعه
- غار کلر
- تپه حکم‌آباد
- تپه کربلای جبار
- داغیان تپه کوچک
- داغیان تپه بزرگ
- چنار تپه
- رباط شورچه

از جای‌های دیدنی شهر قوچان می‌توان به موزه مردم‌شناسی قوچان، آرامگاه بابا حسن در روستای خسرویه، مدرسه عوضیه یا مسجد جامع، روستای گوگان (زادگاه جعفر قلی زنگلی ملک الشعرای کرمانج)، آبگرم شهر کهنه، تپه چیلغانی، تپه زوباران، تپه فتح‌آباد (در ۵ کیلومتری شرق قوچان)، تپه نادری (مروارید تپه) در شمال شرقی قوچان، تپه یام (در شمال فاروج)، قلعه تپه (در ۱۵ کیلومتری قوچان) اشاره کرد.
- موزه مردم‌شناسی قوچان

موزه قوچان در سال ۱۳۸۵ به عنوان «موزه مردم‌شناسی» دوباره ساماندهی شد و از سوی شهرداری به اداره میراث فرهنگی، صنایع دستی و گردشگری واگذار شد. این موزه که مساحتی در حدود ۳۰۰ متر مربع دارد اکنون شامل بخش‌های موسیقی سنتی، کشتی چوخه، چاروقدوزی، گلیم بافی، مراسم ازدواج عشایر، آهنگری و گله داری است. اشیای تاریخی موزه قدیمی برداشته شده و به انبار میراث فرهنگی شهرستان منتقل شده‌اند.
- آستان امامزاده سلطان ابراهیم

یکی از بناهای تاریخی و مذهبی شهرستان قوچان است. این بقعه تنها بنای باقی‌مانده از قوچان قدیم است که در شهر کهنه (۵ کیلومتری شمال غربی قوچان فعلی) واقع است و برخی بنیاد این بنا را به دوران سلطان محمد خوارزمشاه نسبت داده‌اند. این مکان آرامگاه فرزند امام رضا است.

## وضعیت طبیعی

### جغرافیا
شهر قوچان در مدار جغرافیایی ۳۶درجه و۳۷دقیقه تا ۳۷ درجه و ۴۰دقیقه عر ض شمالی از استوا و ۵۸ درجه و۱۰دقیقه تا ۵۸درجه و ۵۸دقیقه طول شرقی نصف النهار گرینویچ واقع شده است. و وسعت شهرستان قوچان، حدود ۵۲۳۴ کیلومتر مربع می‌باشد.
شهرستان قوچان با قرارگیری در یک مرکز پنج ضلعی شهرهای مهم منطقه به عنوان استراتژیک‌ترین شهر منطقه شناخته می‌شود که این شهرها شامل: مشهد، نیشابور، بجنورد، سبزوار و پایتخت ترکمنستان می‌باشد که فاصله هر کدام از قوچان حدود ۱۲۰ کیلومتر می‌باشد.

### کوه‌ها
کوه‌های معروف قوچان عبارتنداز: آق کمر، سنجربیگ، آسلمه، علی بلاغ در شمال و همچنین کوه‌های شاهداغی، امام داغ.
بلندترین قله کوه هزار مسجد به نام کوه هزار مسجد با ارتفاع بیش از ۳ هزار متر است، که در خارج از محدوده شهرستان است. در واقع این رشته کوه در منطقه قوچان از شرق گیفان تا گردنه الله اکبر امتداد دارد. در این محدوده ارتفاعات و قلل رفیعی به شرح زیر قرار گرفته است:
۱-کوه سلطان زیر آبه در۲۱ کیلومتری شمال شرقی قوچان با ارتفاع ۲۰۶۶ متر.
۲-کوه شاه داغی در ۲۵ کیلومتری شمال غربی قوچان با ارتفاع ۲۰۸۳ متر.
۳-کوه آق کمر در ۱۹ کیلومتری شمال غرب باجگیران با ارتفاع ۲۹۰۳ متر.
۴–کوه سنجر بیک در ۱۲٫۵ کیلومتری جنوب غرب باجگیران با ارتفاع ۲۵۵۰ متر.
۵-کوه ارمودله در ۱۴ کیلومتری جنوب غرب باجگیران با ارتفاع ۲۷۱۸ متر.
۶-کوه کیسمار در ۲۸ کیلومتری شمال شرقی فاروج با ارتفاع ۲۷۱۸ متر.
رشته کوه بینالود آلاداغ که در بیشتر نقاط خط الراس آن محدوده مرزهای شهرستان قوچان به شهرستان‌های اسفراین و نیشابور را تشکیل می‌دهد از جنوب شرقی قوچان تا قله شاه جهان در جنوب غربی فاروج در محدوده شهرستان قوچان امتداد دارد.
مرتفع‌ترین فله رشته کوه بینالود آلاداغ قله شاه جهان است که بیش از ۳۰۰۰ متر ارتفاع داشته و در میان شهرستان‌های قوچان فاروج و شیروان واقع شده است. از مهم‌ترین قلل این رشته می‌توان به موارد زیر اشاره نمود:
۱-کوه حیدری در۵۰ کیلومتری جنوب شرقی قوچان با ارتفاع ۲۹۱۹ متر.
۲-کوه بزغاله کش در۲۴ کیلومتری جنوب غربی قوچان با ارتفاع ۲۴۸۳ متر.
۳-کوه شاه جهان در ۳۵ کیلومتری جنوب غربی فاروج با ارتفاع ۳۱۰۲ متر.
کوه‌های قوچان عموماً محل ییلاق دامداران است، در این کوه‌ها گون که از ساقه آن کتیرا استخراج می‌شود به حد وفور یافت می‌شود ویکی از منابع درآمد مردم و روانه شدن محققان گیاهان دارویی به کوه‌های مذکور می‌باشد.

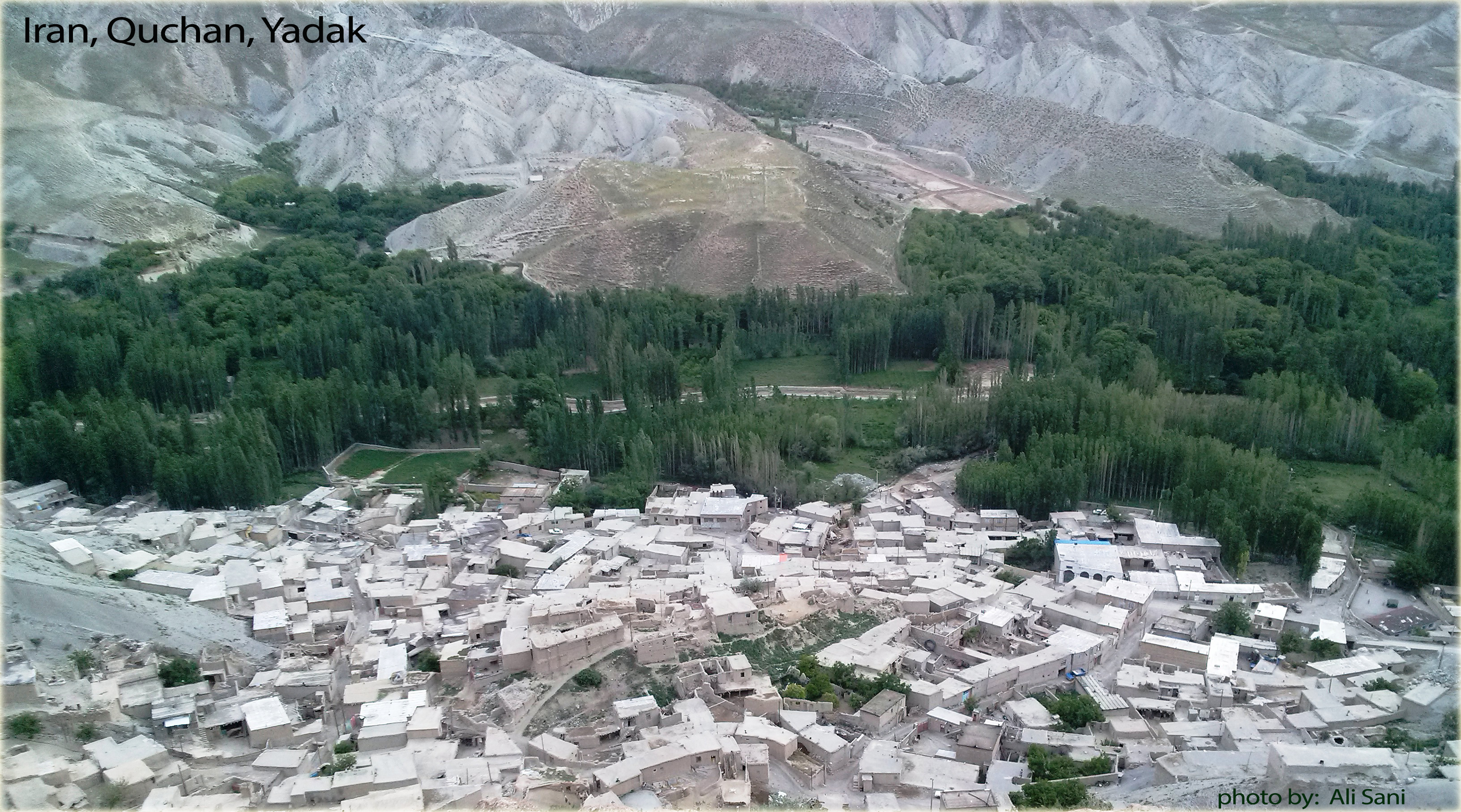
نمای روستای زیبای یدک در ۴۵ کیلومتری شمال شرق قوچان و در دل رشته کوه‌های هزارمسجد و سرچشمه رودخانه اترک

### رودها
به دلیل وجود ارتفاعات هزارمسجد، آلاداغ و شاه جهان به سبب بارش فراوان برف و باران، منطقه قوچان دارای چشمه‌های فراوان و رودخانه‌های محلی است.
مهم‌ترین رودخانه قوچان رود اترک است که از شرق قوچان یعنی از حوزه آبریز لاله رویان، یدک و الهیان سرچشمه گرفته و پس از تلاقی به آب‌های رودخانه یادگار، عمارت و بادخور در نزدیکی قوچان در بستری تنگ جریان گرفته و پس از گذشتن از فاروج و شیروان و مشروب ساختن قسمت عمده‌ای از آبادی‌های خود به سمت شمال بجنورد جاری می‌گردد و پس از مخلوط شدن با رودخانه‌های محلی وارد منطقه گرگان شده و مرز ایران و ترکمنستان را به عنوان مرز طبیعی تشکیل می‌دهد. این رودخانه در چات به رودخانه دیگری موسوم به سومبار می‌پیوندد و با شیبی ملایم به دریای مازندزان می‌ریزد. طول این رودخانه ۵۰۰ کیلومتر و عرض متوسط آن ۲۰ متر می‌باشد در تابستان اغلب کم‌آب و در بیشتر قسمت‌ها خشک می‌باشد.
رودخانه‌هایی که از قوچان سرچشمه گرفته و به شهرهای دیگر جاری می‌شوند وبا مصرف دیگر کشاورزی می‌رسند عبارتنداز:
- اترک، فرق، رشوانلو
- رود استاد و خسرویه، داغیانی، چری، قره شاهوردی، اسفجیر (که در فاروج قرار دارد)
- در آخر رودخانه‌های شمخال، شارک و دوربادام که وارد خاک ترکمنستان می‌شود.

### دیگر مکان‌های طبیعی
قوچان با داشتن هوای معتدل و باغ‌های فراوان از جمله شهرهای ییلاقی خراسان محسوب می‌شود. ییلاقات معروف قوچان در خارج از حوزه شهری عبارت است از: منطقه حفاظت شده دربادام، روی روستای شمخال، منطقه حفاظت شده قرچغه، آبگرم شهر کهنه، آبشار و دره سراب
روستای نقاب، سد تبارک، روستای گردشگری برسلان، روستای شارک.

### پوشش جانوری
گونه‌های مهم جانوری این منطقه قوچ و میش، کل و بز، گرگ، خوک، روباه، کبک (پرنده)، هما، سارگپه، خارپشت، عقاب طلایی، پایکا، خرگوش، خفاش، انواع مار، ماهی آزاد و شیرماهی و پلنگ ایرانی می‌باشد.

### پوشش گیاهی
گیاهانی چون ارس، زرشک و درمنه در این منطقه به وفور دیده می‌شود.
سراسر دره‌های این منطقه پوشیده از گیاهان مختلف می‌باشد که برای دامداران محل مطلوبی است، گیاهان دارویی این منطقه نیز عبارتند از: کتیرا، درمنه ترکی، شه تره، ترنجبین (که عرقیات گیاهی قوچان به همین دلیل معروف است). نوع خاک این منطقه زراعی است و از جنس رسی شنی ـ شنی رسی ـ هوموسی و در بعضی نقاط سیاه می‌باشد. خاک نواحی کوهستانی شمال سیاه و از لحاظ کشاورزی بسیار مناسب است.
گیاهان روغنی قوچان
محصول نباتی روغنی قوچان در حال حاضر سویا، آفتابگردان، گلرنگ و کلزا است.

### آب و هوا
با توجه به شرایط کوهستانی قوچان، آب و هوای این شهر سرد و معتدل است؛ و دارای زمستانهای سرد و تابستانهای معتدل است. طبق آمار قوچان سردترین شهر استان خراسان رضوی می‌باشد.
| آب و هوای قوچان                       | آب و هوای قوچان | آب و هوای قوچان | آب و هوای قوچان | آب و هوای قوچان | آب و هوای قوچان | آب و هوای قوچان | آب و هوای قوچان | آب و هوای قوچان | آب و هوای قوچان | آب و هوای قوچان | آب و هوای قوچان | آب و هوای قوچان | آب و هوای قوچان |
|                                       | ژانویه          | فوریه           | مارس            | آوریل           | مـــــه         | ژوئـن           | ژوئیـه          | اوت             | سپتامبر         | اکتبـر          | نوامبر          | دسامبر          | سـال            |
| ------------------------------------- | --------------- | --------------- | --------------- | --------------- | --------------- | --------------- | --------------- | --------------- | --------------- | --------------- | --------------- | --------------- | --------------- |
| گرم‌ترین C°                            | ۹٫۴             | ۱۲٫۱            | ۱۴٫۴            | ۲۴٫۵            | ۲۸٫۷            | ۳۱٫۹            | ۳۳٫۵            | ۳۲٫۹            | ۳۰٫۱            | ۲۵٫۳            | ۱۷٫۶            | ۱۲٫۹            | ۲۰٫۸            |
| میانگین گرم‌ترین‌ها C°                  | ۵٫۳             | ۶٫۸             | ۱۱٫۷            | ۱۹٫۴            | ۲۴٫۳            | ۲۹٫۸            | ۳۱٫۷            | ۳۱٫۱            | ۲۷٫۲            | ۲۱              | ۱۴              | ۸٫۲             | ۱۹٫۳            |
| میانگین سردترین‌ها C°                  | -۴٫۲            | -۳٫۴            | ۱               | ۶٫۷             | ۱۰٫۵            | ۱۴٫۵            | ۱۶٫۹            | ۱۵٫۵            | ۱۱٫۵            | ۶٫۳             | ۲٫۲             | -۱٫۹            | ۶٫۳             |
| سردترین C°                            | -۹٫۰            | -۹٫۶            | -۲٫۳            | ۴٫۹             | ۸٫۳             | ۴٫۰             | ۷٫۰             | ۱۰٫۰            | ۴٫۰             | -۴٫۰            | -۱۷٫۰           | -۱۹٫۵           | -۲۵٫۰           |
| بارش mm                               | ۳۷٫۷            | ۴۲٫۶            | ۵۹٫۷            | ۵۲٫۸            | ۲۹٫۹            | ۷٫۹             | ۳٫۶             | ۱٫۵             | ۲٫۹             | ۱۴٫۸            | ۲۵٫۹            | ۲۳٫۲            | ۲۸۸٫۹           |
| منبع: پژوهشکده اقلیم‌شناسی (۲۰۰۵–۱۹۵۱) |                 |                 |                 |                 |                 |                 |                 |                 |                 |                 |                 |                 |                 |

### زلزله
شهر قوچان چندین بار در سال‌های ۱۲۶۷ هـ. ق (۱۸۵۱ م)، ۱۲۷۸ هـ. ق (۱۸۶۱ م)، ۱۳۱۲ هـ. ق (۱۸۹۴ م)، در اثر زلزله آسیب دیده ویران شد.

## اقتصاد

### کارخانه‌ها و نواحی صنعتی
در شهرستان قوچان دو شهرک صنعتی موجود است که شهرک شماره یک در جاده فاروج و شهرک شماره دو در بزرگراه قوچان-مشهد (جاده۲۲ یا جاده سنتو) واقع شده است.

### منطقه ویژه اقتصادی قوچان
به جهت دستیابی به بازارهای کشورهای آسیای میانه باو هم‌مرزی با ترکمنستان و فاصله نزدیک با پایتخت این کشور، طی چند سال گذشته ایجاد منطقه ویژه اقتصادی در قوچان مد نظر مسئولین و نخبگان قوچان قرار گرفت که با تلاشهای نماینده مردم قوچان در مجلس لایحه ایجاد این منطقه در بخشی از شهرک صنعتی شماره دو پس از گذراندن سیر قانونی خود به مجلس ارائه شده و در شرف تأسیس می‌باشد.

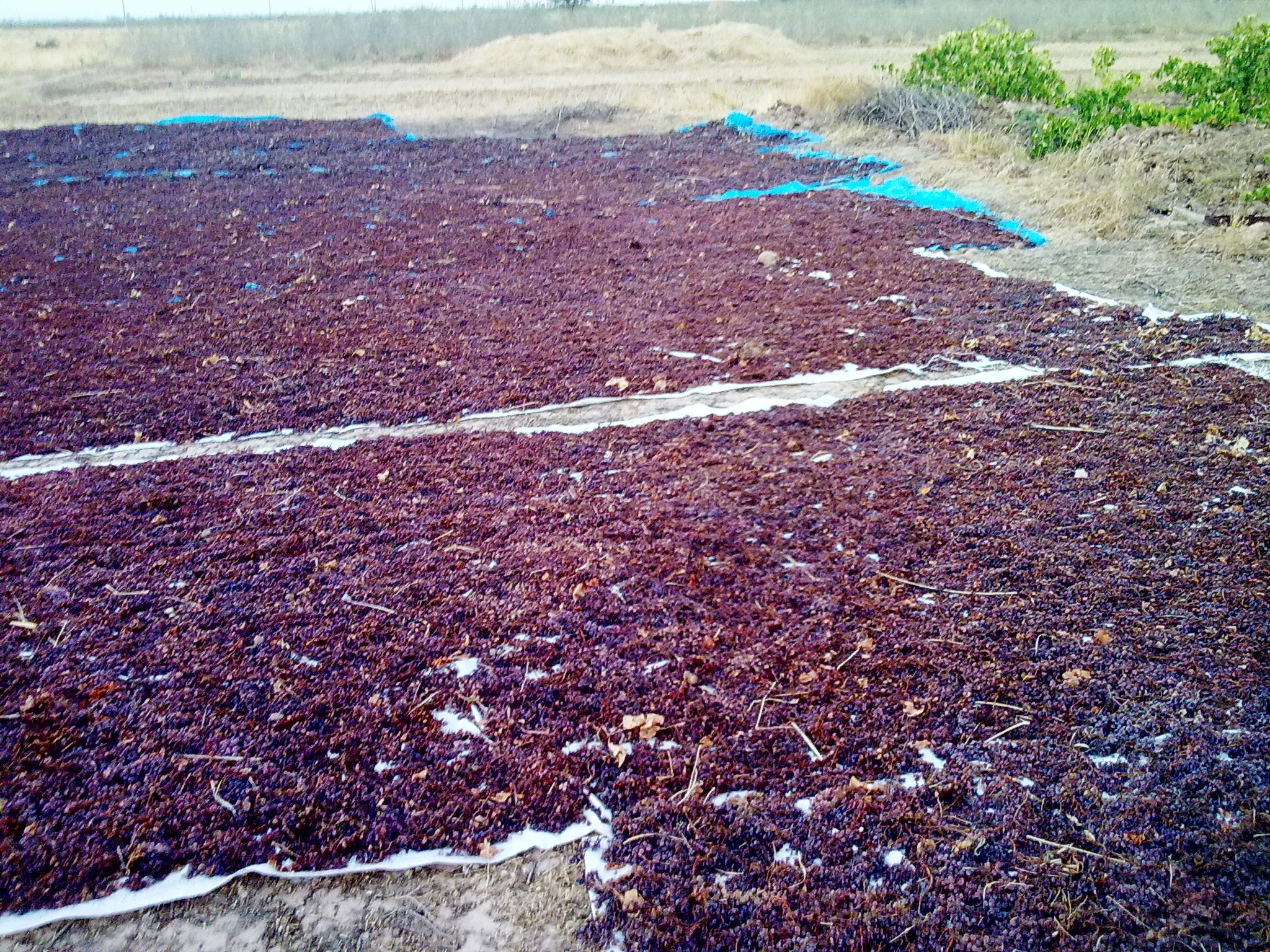
قوچان یکی از قطب‌های تولید کشمش در شمال شرق ایران

### صادرات قوچان
هم‌اکنون مهم‌ترین صادرات قوچان کشمش، برگه زردآلو، شیره انگور می‌باشد که همه ساله در بسته‌های استاندارد شده به کشورهای خارجی صادر می‌گردد. البته از صادرات کاشی و سرامیک و دوچرخه و سایر تولیدات صنعتی نمی‌توان چشم پوشید.

### سوغات (ره آورد)
قوچان از دیریاز کانون حوادث و تقابل فرهنگ‌ها بوده است. قدیمی‌ترین شهر خراسان دارای سوغاتی‌های بی‌شماری است؛ که از جمله می‌توان به صنایع دستی گسترده اما بی رونق آن اشاره کرد. ازنظر صنایع دستی در شهر قوچان صنعت پوستین دوزی، نمد مالی و سفالگری رونق خاصی دارد، گلیم بافی و چاروق دوزی (نوعی کفش)، ساغری، گیوه و …هنوز معمول و متداول است.
زنان روستایی این شهر اغلب به بافتن قالی و قالیچه کردی که به اصطلاح محلی خرسک می‌گویند مشغولند.
به‌طوری‌که اخیراً تولید و فروش استاندارد با کیفیت مطلوب به منظور صادرات توسط کمیته صنایع جهاد کشاورزی و همچنین توجهات ویژه کمیته امداد امام به بافندگان محروم رونق خاصی پیدا کرده و از نظر رده‌بندی در سطح استان جزو بالاترین نوع بافت و در سطح کشور نیز شاخص می‌باشد.
دیگر صنایع دستی قوچان عبارتند از: کمخت، جاجیم بافی، عرقچین دوزی، جوراب بافی، دستکش پشمی، کیسه حمام، چوخه دوزی (گونه‌ای لباس مردانه از جنس برک (پشم نرم بز و گوسفند). می‌باشد. در صنعت غذا هم قوچان قطب تولید لبنیات شیره انگور و همچنین جدیداً عسل می‌باشد؛ قوچان را به لبنیات مرغوب و شیره و کشمش درجه یک می‌شناسند. شمال خراسان به دلیل برخوردار بودن از آب و هوای ییلاقی و منطقه مناسب جهت کشاورزی و دامپروری، مستعد تولیدات مواد غذایی و لبنی می‌باشد. به‌طوری‌که برخی از بهترین مراتع ایران در این مناطق قرار دارد که زمینه مناسبی را برای انجام فعالیت‌های کشاورزی فراهم ساخته است. برای مثال لبنیات این منطقه شهرت داشته و سالانه بیش از صدها تن مواد لبنی تولید و به کشورهای دیگر صادر می‌شود.

#### عسل سوغات جدید قوچان
عسل نیز یکی از محصولاتی است که به تازگی تولید آن رشد چشمگیری داشته است. به‌طوری‌که تولید عسل در منطقه قوچان و خراسان شمالی از سال ۱۳۸۰به ۷ برابر افزایش یافته است؛ و بی‌دلیل نیست که عسل نیز در سبد سوغات این منطقه همانندکشمش و شیره انگور جای گرفته است.
از ویژگی‌های عسل‌های شمال خراسان به ویژه عسل قوچان می‌توان به ارگانیک بودن و تغذیه کاملاً طبیعی آن اشاره کرد. به دلیل وجود مراتع سرسبز و بکر همانند کوه‌های شاه جهان و همچنین دامنه رشته کوه‌های بینالود زمینه مساعدی جهت پرورش زنبور عسل و تولید ارگانیک عسل فراهم شده است. آزمایش‌های گوناگون بر روی عسل‌های این منطقه نشان داده است که عسل قوچان یکی از با کیفیت‌ترین عسل‌های ایران می‌باشد؛ و به دلیل ارگانیک بودن این عسل‌ها درجه کیفیت آن A++ می‌باشد.

## کشاورزی
شهرستان قوچان بواسطه وجود ارتفاعات و دره‌های متعدد و چشمه‌های فراوان از پوشش گیاهی متنوعی برخوردار است و در هر حوضه گیاهان خاصی وجود دارد، شقایق و لاله وحشی از گل‌های فراوان کوهستانها و جلگه‌های قوچان است. گیاهانی با نام‌های محلی مانند: چریش، زیانی گزی و کنگر محلی در کوهستانهای قوچان فراوان و مورد استفاده است.

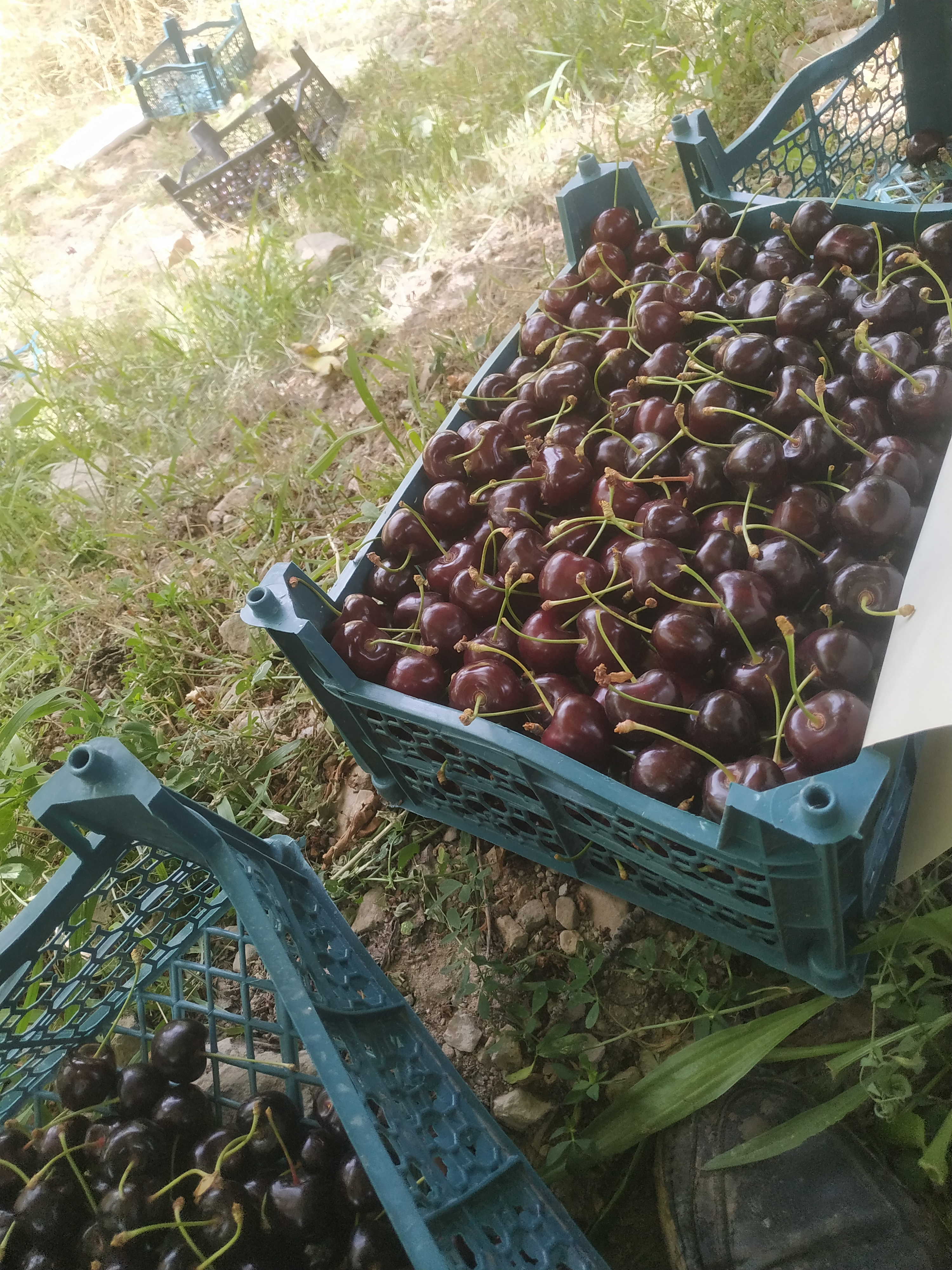
گیلاس سوپر برسلان

در کوه‌های شمالی قوچان خصوصاً در منطقه حفاظت شده، قوچ، میش و بز کوهی یافت می‌شود. شهرستان قوچان بواسطه وجود ارتفاعات کوه‌های هزارمسجد، آلاداغ، شاه جهان در تابستان معتدل و در زمستان بسیار سرد است.
دره‌های کوه‌های این ناحیه پوشیده از نباتات مختلف بوده و برای دامداران محلی مطلوب است.
موقعیت کشاورزی قوچان بسیار مشهور بوده است. در قوچان غلات به‌طور عمده گندم، جو، ذرت، عدس و گیاهانی از قبیل منداب، کنجد و گرچک به خوبی به عمل می‌آید. قوچان دارای تاکستانهای بسیار است و باغ‌هایی از قبیل زردآلو، گوجه، شفتالو، سیب و به در جای جای این شهر به وفور به چشم می‌خورد.
در این حوزه به منظور حفاظت باغات از سرمای زمستان معمولاً تاک‌ها را در پایان پاییز به زیر خاک می‌خوابانند و در اوایل بهار به محض جوانه زدن از خاک خارج می‌نمایند و همانگونه که در نشریه عمرانی منطقه خراسان آمده است قوچان از نظر کشاورزی و حاصلخیزی و همچنین از لحاظ محصول غله در بین شهرهای شمال خراسان از همه معروفتر می‌باشد. وسعت کل زمین‌های قابل کشت ۲۶۶۷۸۵ هکتار و وسعت کشت آبیش ۱۵۷۵۵۸ هکتار است. سطح کل مراتع ۲۵۶۶۱۵ جمعیت شاغل در بخش کشاورزی به کل جمعیت ۴۱/۵ درصد و نسبت سطح زیر کشت به مساحت کاربری اراضی ۲۵ درصد دارای ۴۵ حلقه چاه عمیق و نیمه عمیق، ۱۴۰ رشته قنات دایر و ۱۱۶ چشمه سار و ۲۳ رود فصلی و دائمی است. ۹۵ درصد خاک از نوع شیرین و ۵ درصد خاک شور است. پوشش طبیعی این ناحیه حدود ۲۸۰/۰۰۰ هکتار است که شامل ۲۰ درصد مرتع و ۳ درصد جنگل و درختهای ارس و ۶۲ درصد زمین‌های زراعتی است گندمهایی که در منطقه قوچان به عمل می‌آید عبارتند از انواع ارقام فرانسوی - الموت - بزستایا - کرج یک - روشن - سبلان - سرداری که بیشتر در مناطق کوهپایه کشت می‌شود
در قوچان غلات به صورت آبی و دیم کشت می‌شود و محصول آن از لحاظ کمیت و کیفیت قابل توجه است. شهرستان با تنوع کشت زراعی ۲۹ نوع و تنوع باغات ۱۷ نوع، رتبه اول و دوم در کشت علوفه غلات، سیب زمینی، حبوبات و انگور و گردو را در استان داراست و در جمع تولید ردیف هفتم از شهرستان‌های استان را دارد.

### دامپروری
گله داری و دامپروری از فعالیت‌های مهم تولید مردم قوچان مخصوصاً ایل زعفرانلو و طوایف آن است. کیفیت بالای لبنیات قوچان (شیر، ماست خشک و انواع ماست، کشک، دوغ، کره، پنیر، روغن زرد یا حیوانی و …) حاصل توجه کشاورزان و دامداران این منطقه و مرهون مراتع سرسبز، گیاهان معطر و خوشبوی کوهساران است که به مصرف تغذیه گوسفندان و دامهای منطقه می‌رسد و بدین لحاظ لبنیات قوچان بسیار معروف است.
پرورش گوسفند کردی که مخلوطی از نژادهای کردی و گرگانی و بلوچی است در نواحی سرد سیر شمال خراسان بخصوص قوچان رایج است. گوسفند کردی نژادی گوشتی است و از نظر پروار کردن اهمیت دارد و این مهم از لبنیات گرفته تا فراورده‌های دیگر دامی منطقه محتاج توجه بیشتر و سرمایه‌گذاری صنعتی در این منطقه است.

## آموزش

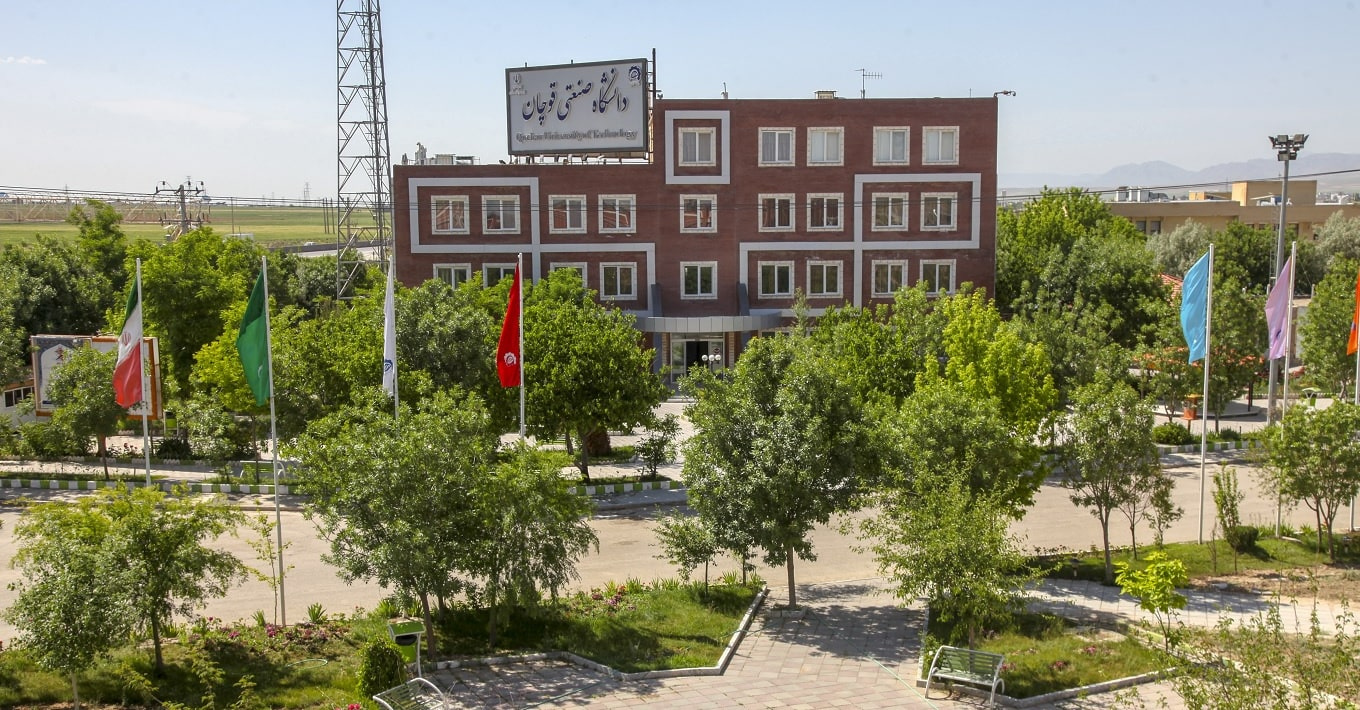
دانشگاه صنعتی قوچان

نبوغ و پشتکار مردم قوچان در زمینه‌های علمی پژوهشی همیشه زبانزد بوده و هست و شاهد براین مدعا وجود مراکز متعدد آموزش عالی، موفقیت‌ها و کسب افتخارات علمی فراوان توسط دانش آموزان، دانشجویان و پژوهشگران این منطقه است. سالانه حدود چهل هزار دانش آموز در کنار بیش از شانزده هزار دانشجو در قوچان به تحصیل علم می‌پردازند. در بخش آموزش عمومی (قبل دانشگاه) بیش از سیصدوهشتاد مدرسه فعال می‌باشد.

### دانشگاه‌ها و مراکز آموزش عالی

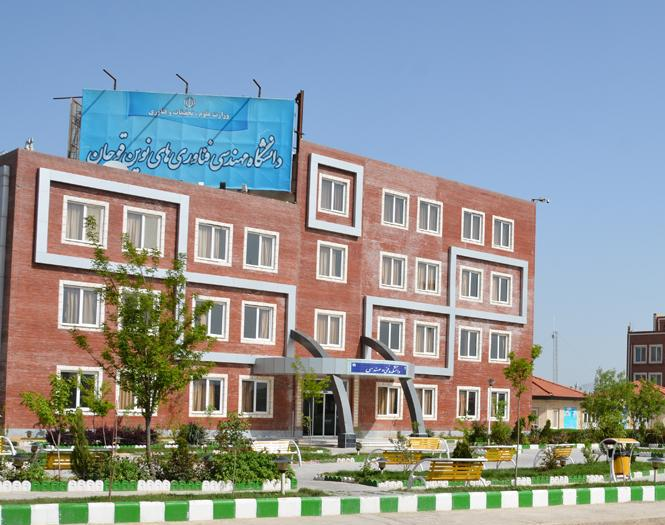
دانشگاه مهندسی فناوری‌های نوین قوچان

قوچان یک شهر دانشگاهی در شمال شرق ایران می‌باشد و در سال‌های اخیر با تأسیس دانشگاه‌های متعدد، جمعیت دانشجویی این شهر رشد فزاینده‌ای پیدا نموده است.
- دانشگاه صنعتی قوچان[۳۴]
- دانشگاه پیام نور مرکز قوچان[۳۵]
- مرکز آموزش علمی-کاربردی قوچان[۳۶]
- مجتمع آموزش عالی سلامت قوچان[۳۷]
- دانشکده فنی و حرفه‌ای شهید رجایی قوچان[۳۸]
- دانشکده فنی و حرفه‌ای دختران قوچان
- دانشگاه فرهنگیان پردیس قوچان (شهید کلاهدوز)
- آموزشکده فنی و حرفه‌ای سما قوچان[۳۹]
- مؤسسه آموزش عالی اترک
- مؤسسه آموزش عالی حکیم نظامی[۴۰]
- مرکز آموزش علمی-کاربردی یکدانه شرق قوچان[۴۱]
- مرکز آموزش علمی - کاربردی مجتمع صنعتی دوچرخه‌سازی قوچان[۴۲]
- دانشگاه آزاد اسلامی واحد قوچان[۴۳]
- دانشگاه فرهنگیان قوچان[۴۴]